# Гайні Месснер
Генріх «Гайні» Месснер  (нім. Heinrich "Heini" Messner, 1 вересня 1939) — австрійський гірськолижник, олімпійський медаліст.

## Виступи на Олімпіадах
| Олімпіада     | Дисципліна         | Місце |
| ------------- | ------------------ | ----- |
| Інсбрук 1964  | швидкісний спуск   | 10    |
| Гренобль 1968 | швидкісний спуск   | 4     |
| Гренобль 1968 | гігантський слалом | 3     |
| Гренобль 1968 | слалом             | 14T   |
| Саппоро 1972  | швидкісний спуск   | 3     |